# Dekadencja (film)
Dekadencja (ang. Decadence) – brytyjski komediodramat z 1994 roku w reżyserii Stephena Berkoffa. W rolach głównych wystąpili m.in. Christopher Biggins, Marc Sinden, Michael Winner, Joan Collins i Stephen Berkoff.
Zdjęcia kręcono w Luksemburgu. Premiera odbyła się 28 stycznia 1994 roku.